# Jules Chevalier
Jean Jules Chevalier (Richelieu, 15 marzo 1824 – Issoudun, 21 ottobre 1907) è stato un presbitero francese, fondatore delle congregazioni dei Missionari del Sacro Cuore di Gesù e delle Figlie di Nostra Signora del Sacro Cuore, dedite alla propagazione della devozione al Sacro Cuore.

## Biografia
Studiò teologia a Bourges e venne ordinato sacerdote nel 1851: parroco di Issoudun, nell'Indre, l'8 dicembre del 1854 vi fondò la congregazione maschile dei Missionari del Sacro Cuore di Gesù e nel 1874, con Marie-Louise Hartzer, il ramo femminile delle Figlie di Nostra Signora del Sacro Cuore.